# Alice-Mary Higgins

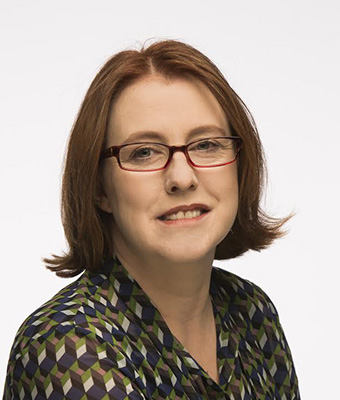
Alice-Mary Higgins (2016)

Alice-Mary Higgins (* 10. April 1975 in Galway) ist eine parteilose irische Politikerin, die seit dem 27. April 2016 als Senatorin für die National University of Ireland tätig ist.

## Leben und Wirken
Alice-Mary Higgins kam 1975 in Galway als einzige Tochter des derzeitigen irischen Präsidenten, Michael D. Higgins und seiner Frau Sabina, einer Schauspielerin und Aktivistin sowie derzeitigen First Lady Irlands, zur Welt. Higgins studierte Anglistik und Philosophie am University College Dublin und absolvierte einen Master of Philosophy in Theater- und Kulturwissenschaften am Trinity College Dublin sowie einen Fulbright-Master in Soziologie an der The New School in New York City. Sie kandidierte im April 2016 für das Gremium der National University of Ireland (NUI) für die Wahl zum Seanad Éireann und wurde bei der 28. Auszählung in den dritten und letzten Sitz gewählt. Higgins ist die erste Frau, die seit 35 Jahren in das Gremium der NUI gewählt wurde. Sie war eine unabhängige Kandidatin für den Wahlkreis Dublin bei der Europawahl 2019, wurde aber nicht gewählt. Die Irin ist derzeit Mitglied des Exekutivkomitees des European Parliamentary Forum for Sexual and Reproductive Rights, das sich für die Gleichstellung der Geschlechter, reproduktive Rechte und den gleichberechtigten Zugang von Frauen zur Gesundheitsversorgung einsetzt.